# Vildpersilja
Vildpersilja (Aethusa cynapium) är en ett- till tvåårig växt som tillhör familjen flockblommiga växter.

## Beskrivning
Vildpersilja blir 5–100 centimeter hög och blommar i juli till september med vita, ibland rosatonade, blommor. Stjälken är kal, slät, dock ibland taggig, ofta violett nertill. Bladen är flikiga och glänsande. Roten är en svag pålrot. Växten luktar obehagligt. Blommorna sitter i sammansatta flockar. Befruktningen sker till största delen genom att vinden sprider pollen, men insekter hjälper också till. 
Frukten är 3–4 millimeter tjock och avlång, med fem tydliga åsar och fyra djupa fåror däremellan.
Kromosomtal 2n = 20.

## Förväxlingsrisk
Vildpersilja kan påminna lite om en spenslig hundloka och skiljs lättast från den på tre nedåtriktade, stora svepen.

## Giftighet
Hela växten är mycket giftig, särskilt fröna. Förtäring medför kraftigt illamående, kräkning, diarré, stark salivavsöndring, muskelryckningar, smärta i buken och muskler, svårighet att röra på armarna och benen, sluddrande tal, dvala. Många av följderna liknar dem hos epilepsi. Förgiftningar behandlas med magpumpning och därefter dryck.
Aktiva ämnen är olika alkaloider, t.ex. koniin och sinapin, C16H24NO5.
Dödsfall har inträffat efter förtäring av vildpersilja. 

## Underarter
- Vanlig vildpersilja, Aethusa cynapium subsp. cynapium, huvudunderart, ettårig.
- Liten vildpersilja, Aethusa cynapium subsp. segetalis (Boenn.) Schübl. & G.Martens, 1834, ettårig.
- Trädgårdsvildpersilja, Aethusa cynapium var. domestica
- Smal vildpersilja, Aethusa cynapium var. cynapium
- Stor vildpersilja, Aethusa cynapium var. gigantea Lej., 1811
= Aethusa cynapium subsp. elata Hoffm. ex Schübl. & G.Martens, 1834. tvåårig.

## Habitat
Hela Danmark, Finlands sydspets, små områden i södra Norge, sparsamt i södra och mellersta Sverige och kan även sällsynt påträffas längre norrut.

### Utbredningskartor
- Norden
- Norra halvklotet 
  - Ej ursprunglig i Nordamerika.

## Biotop
Näringsrik jord (ej torr) i närheten av bebyggelse, exempelvis rabatter, ruderatmark, jordhögar, bangårdar. 

## Etymologi
Släktets namn Aethusa härleds från grekiska αιτυςα (aithusa) = glänsande. Det syftar på bladens utseende. Artepitetet cynapium är en latinisering av grekiska κυνός (kunos) = "såsom en hund". Jämför cynosura = hundsvans. Vad vildpersilja har med hund att göra är oklart. Kanske av samma skäl som att den snarlika växten Anthriscus sylvestris kallas hundkäx eller hundloka på svenska. Förledet hund- var förr ansett som starkt nedsättande.

## Användning
Preparat av vlldpersilja, kallade Aeth, används inom homeopati för behandling av sjukdomar.

## Bygdemål
| Namn          | Trakt | Förklaring              | Referens |
| ------------- | ----- | ----------------------- | -------- |
|               |       |                         |          |
| Glis, glisört | ?     | Förvrängning av glansig | [ 4 ]    |
| Åthäva        | ?     |                         | [ 4 ]    |

## Bilder

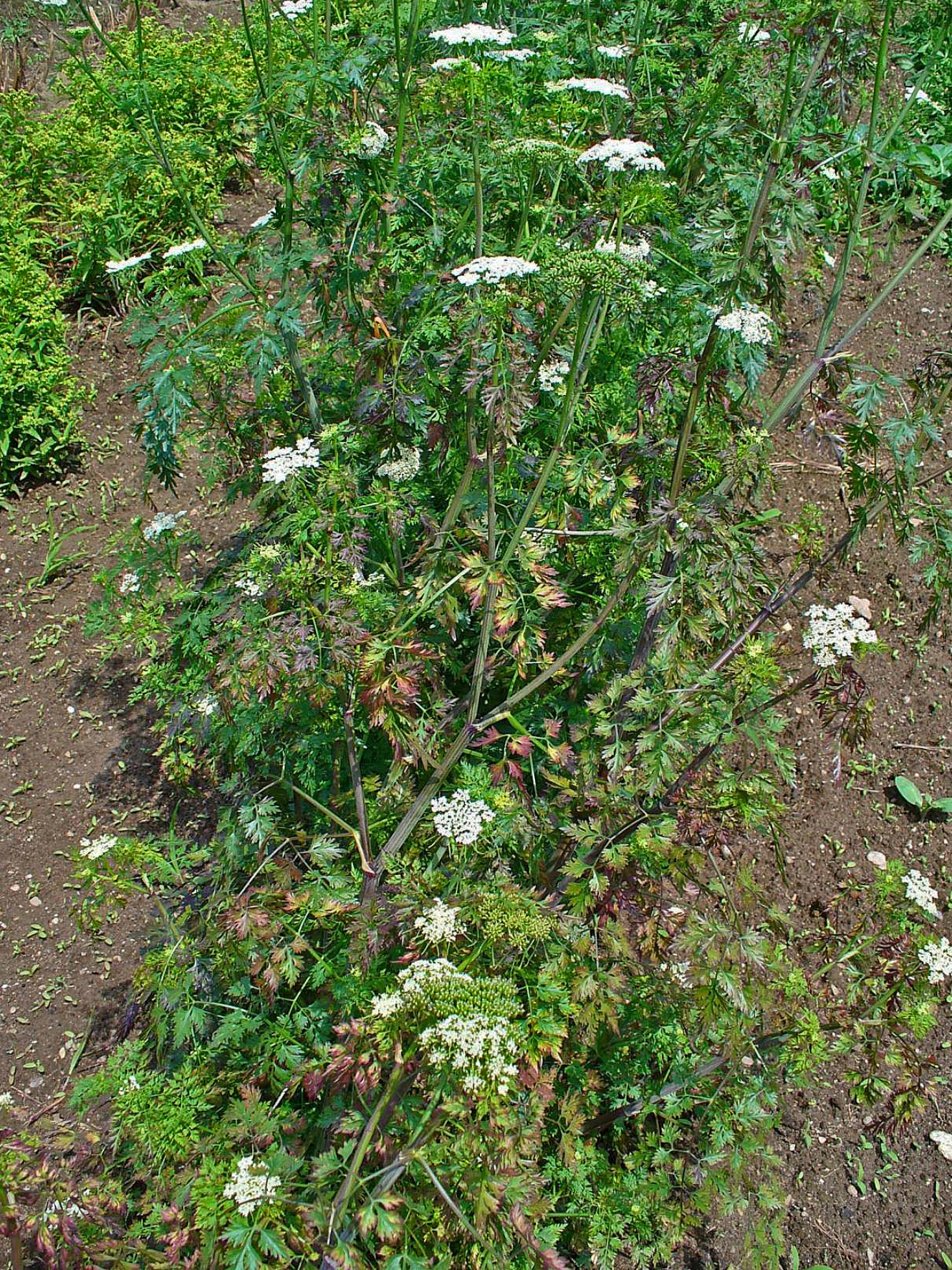
Habitat.
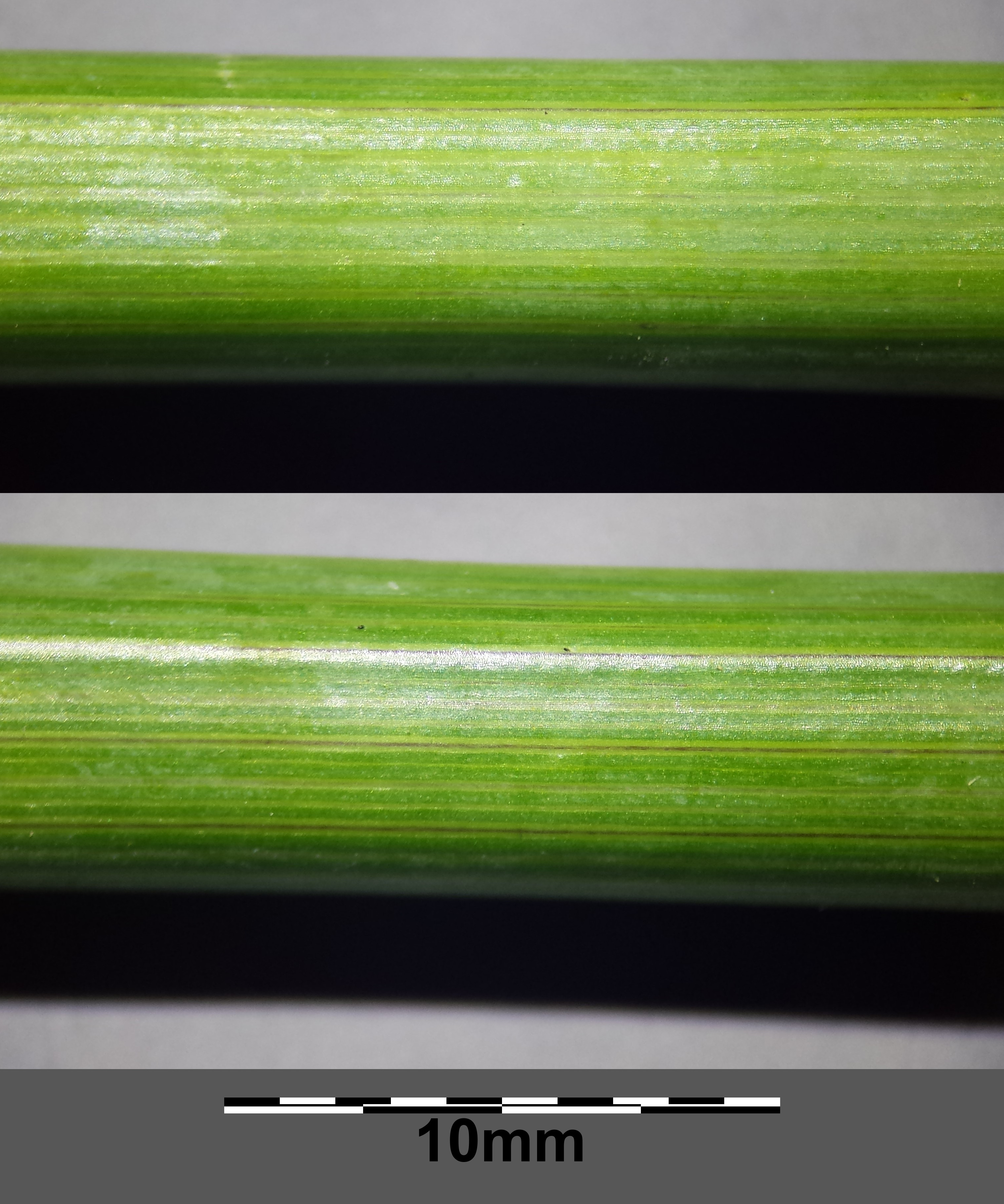
Stjälk.
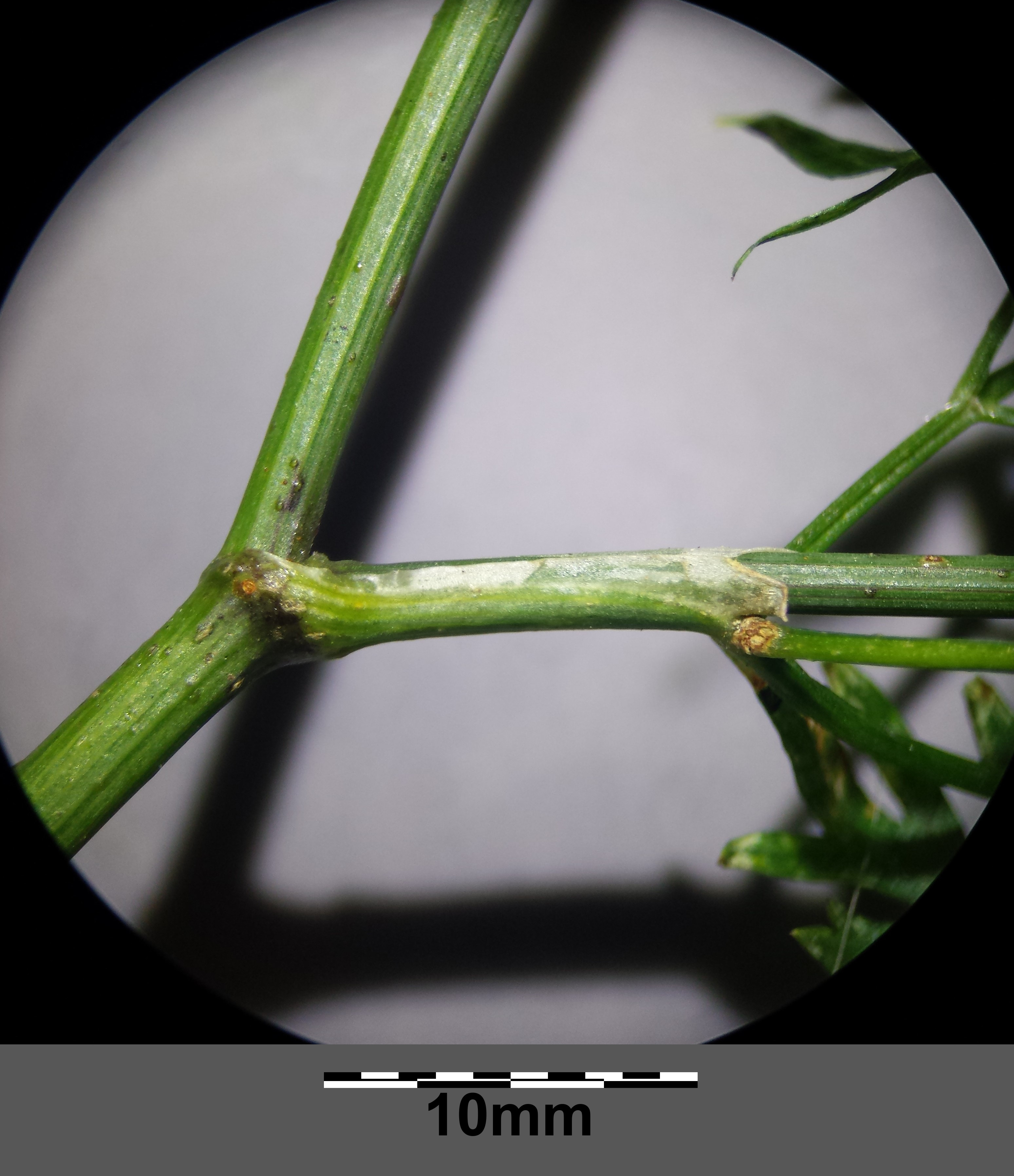
Fästet för en blomflock.
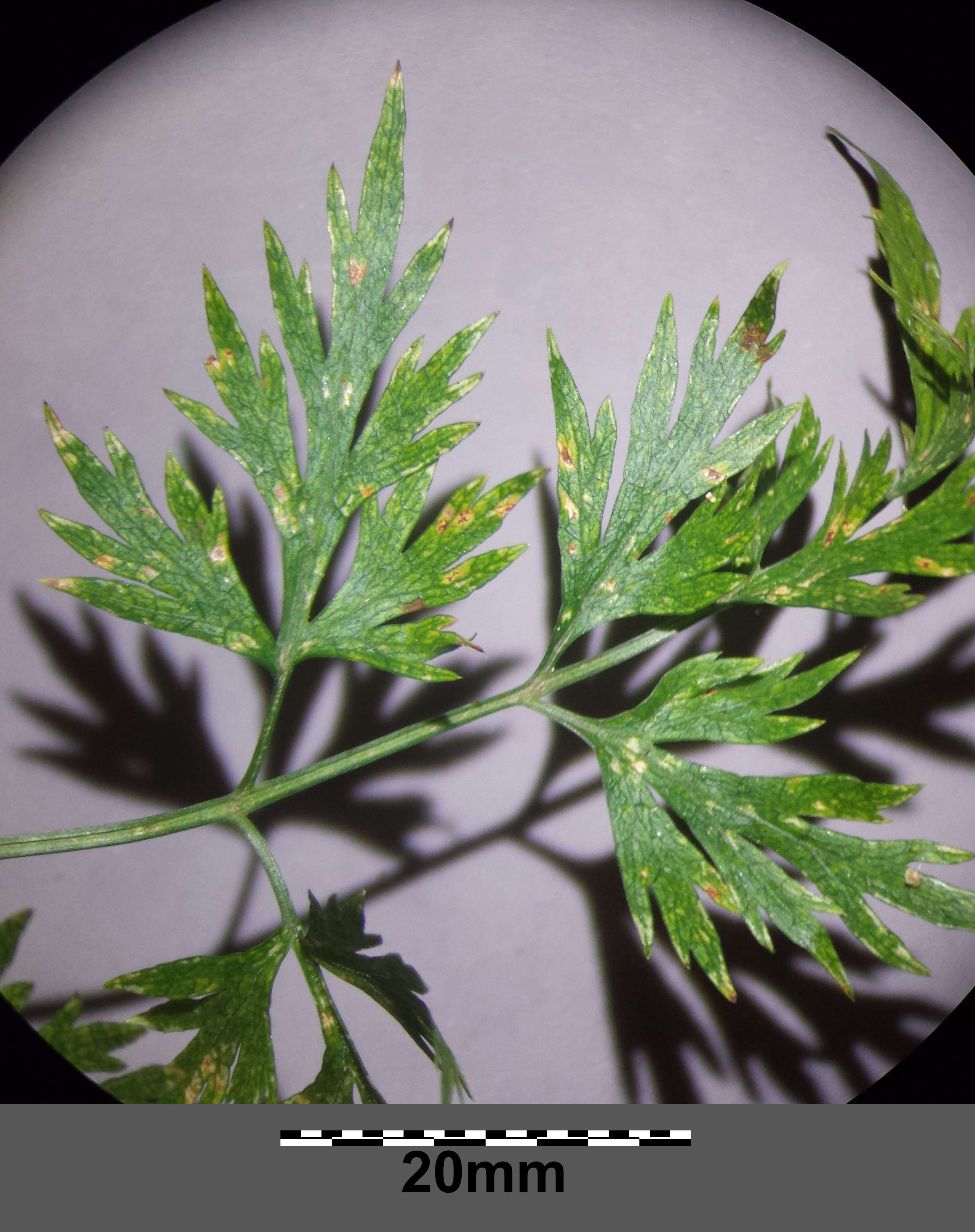
Blad Oklart vad som orsakat de gula prickarna.
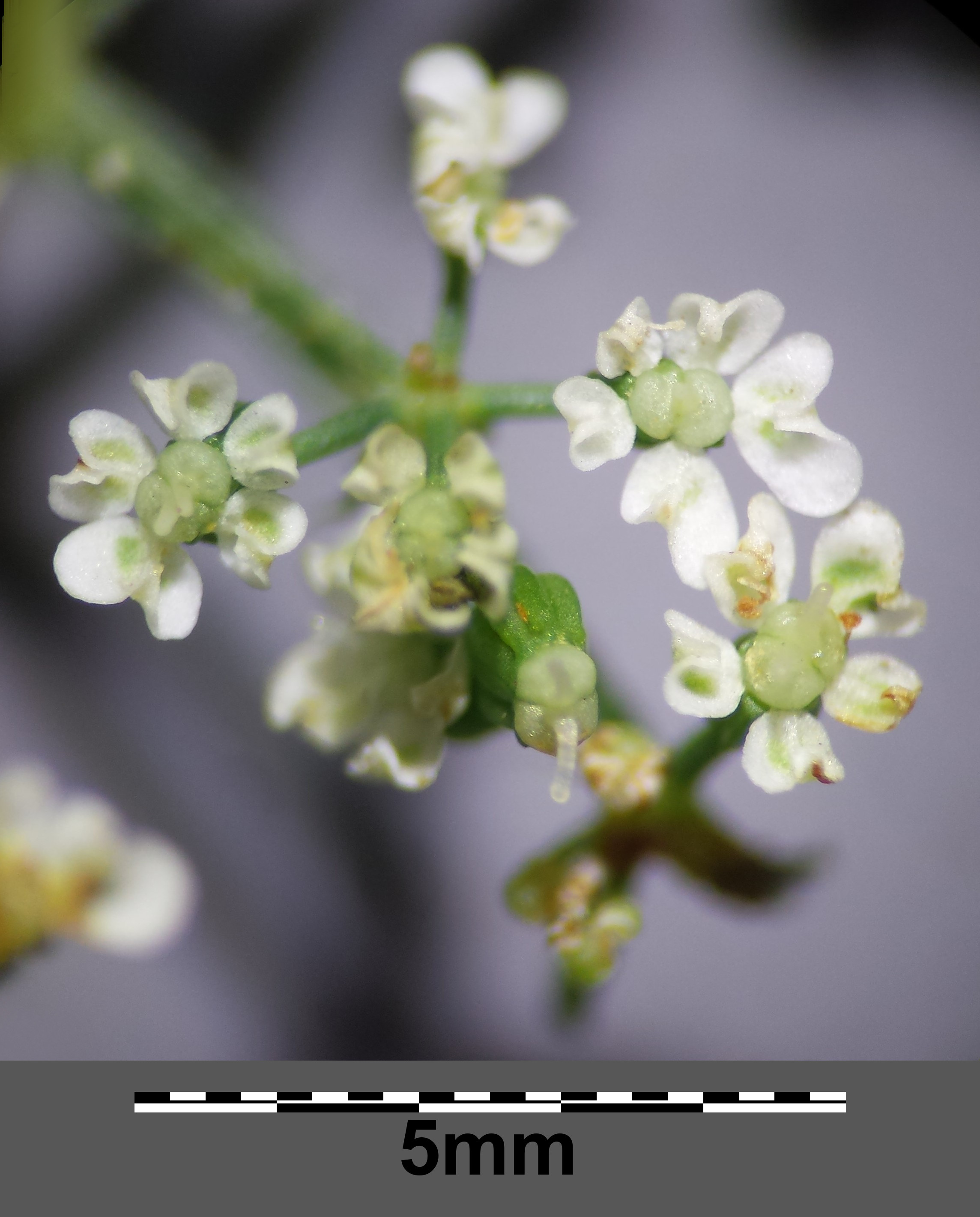
Småflock med blommor.
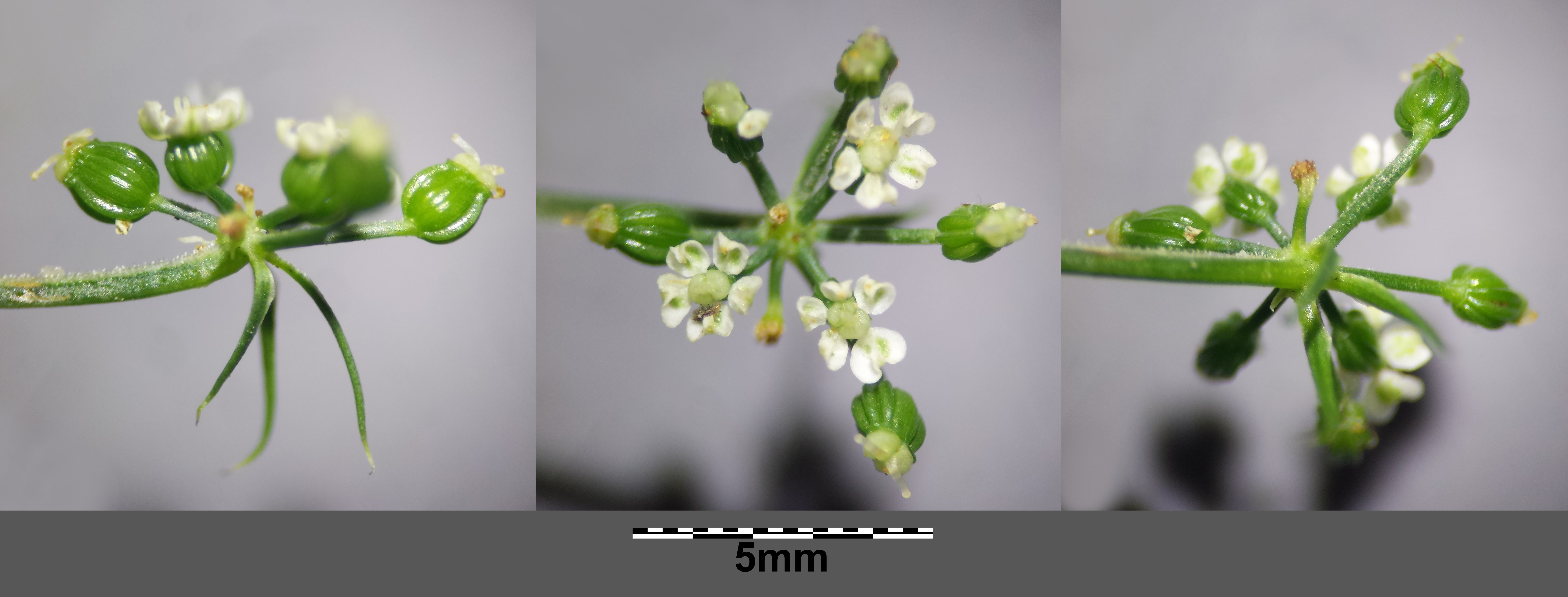
Småflock med blommor, sett från olika håll Lägg märke till de nedhängande svepebladen
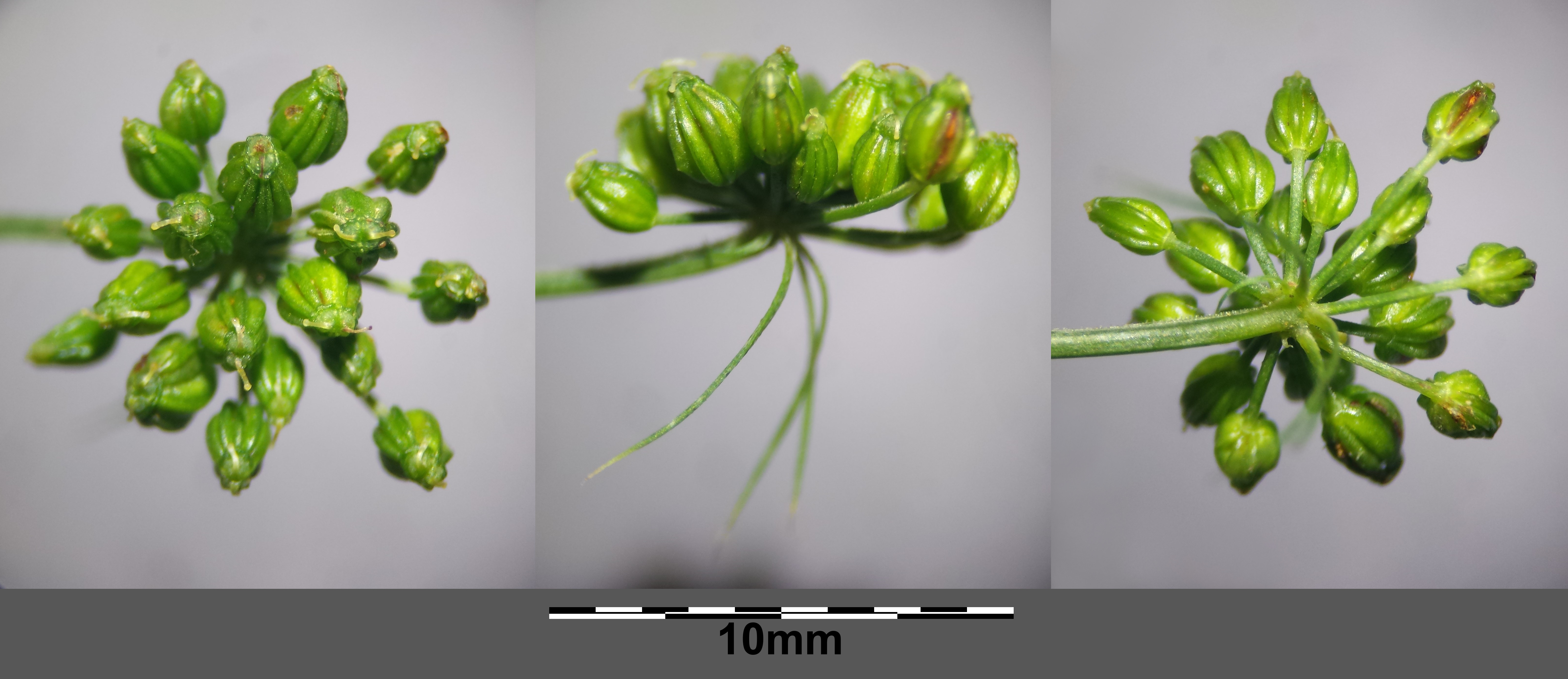
Småflock med omogna frukter, sett från olika håll De nedhängande svepebladen finns fortfarande kvar
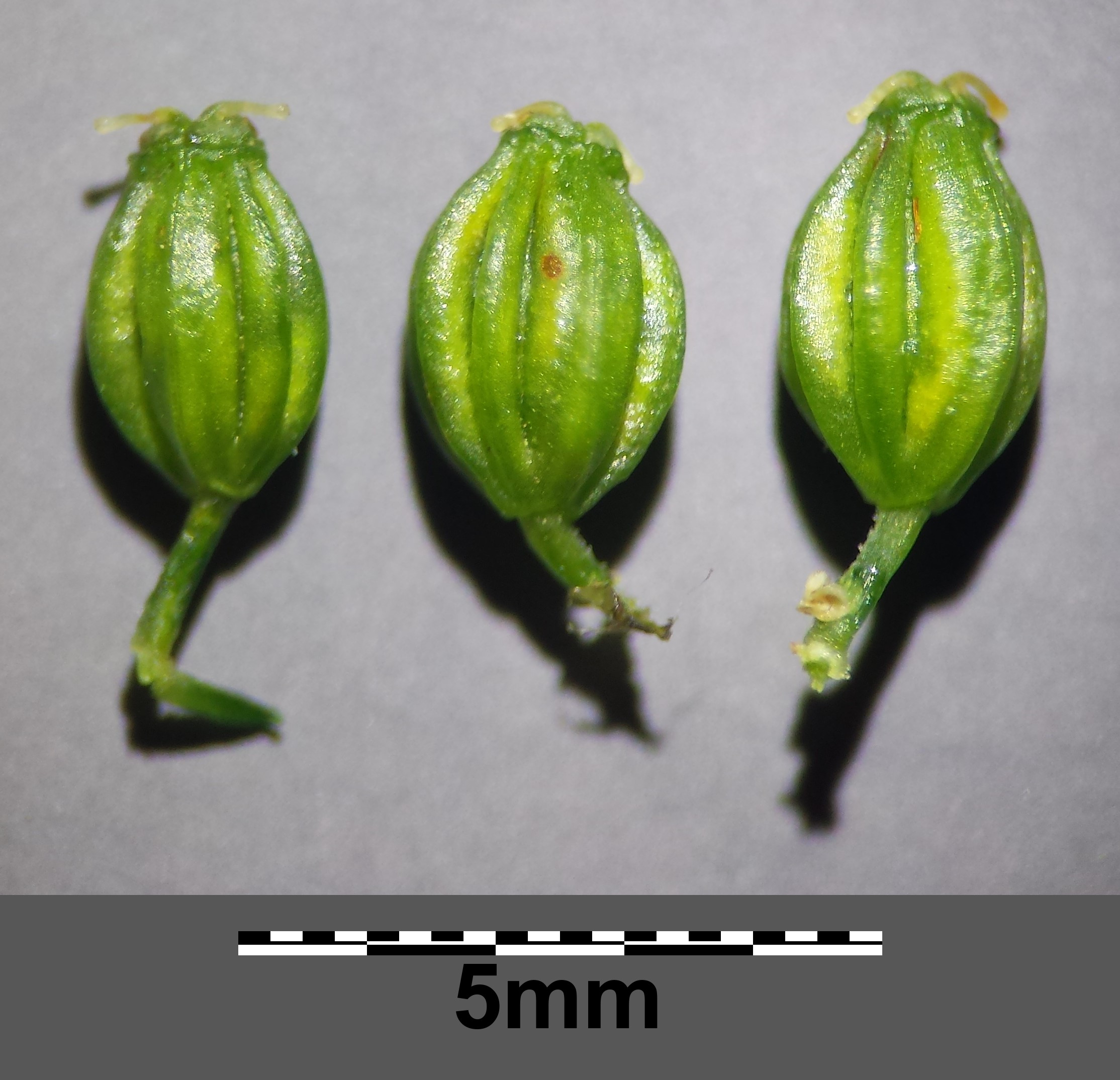
Frukter
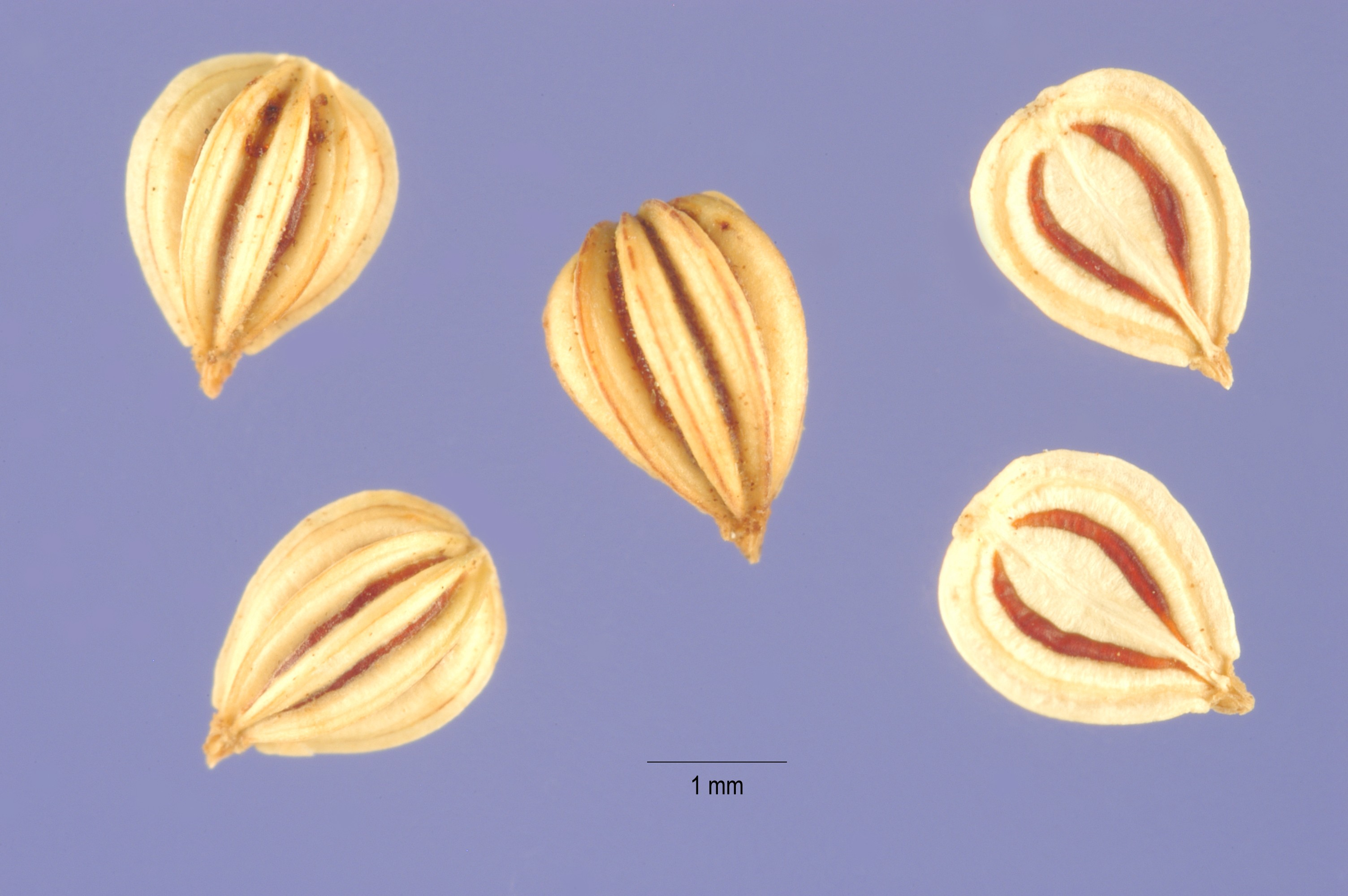
Frön Till höger två uppskurna frön Lägg märke till skalan nedtill, i mitten